# Leo Schulz (Meteorologe)
Leo Schulz (* 19. September 1908; † 1970) war ein deutscher Meteorologe und Leiter der Wetterwarte Braunlage im Harz.

## Leben und Werk
Nach dem Schulabschluss studierte Schulz Naturwissenschaften und promovierte zum Dr. phil. nat. Er trat in den Staatsdienst ein, wurde Regierungsrat und 1934 Leiter der Bioklimatischen Forschungsstelle Braunlage. Nach der Teilnahme am Zweiten Weltkrieg kehrte er nach Braunlage zurück, wo er als späterer Oberregierungsrat Leiter der dortigen Wetterwarte und der Medizin-Meteorologischen Beratungsstelle des Deutschen Wetterdienste wurde. An der Technischen Hochschule Braunschweig hielt er bis 1963 Vorlesungen über Angewandte Meteorologie und lehrte Biometeorologie und -klimatologie. 1952 war er in Braunlage auch Leiter der Interessengemeinschaft Segelflug.
Seit 1933 war er Mitglied der Meteorologischen Gesellschaft.

## Schriften (Auswahl)
- (mit Kurt Schröder und Hermann Harrassowitz): Der Harz als Kurgebiet, Braunschweig 1936, DNB 578609096.
- Der Einfluß des Harzes auf Wetter und Witterung im Frühjahr 1936, Berlin 1939, DNB 362692505.
- Über die Schneeverhältnisse im Oberharz. In: Neues Archiv für Niedersachsen 9 (1957/58), S. 213–216, 276–295, 370–386.
- Die klimatische Gliederung der Mittelgebirge, besonders des Harzes, unter kurklimatischen Gesichtspunkten. In: Zeitschrift für angewandte Bäder- und Klimaheilkunde 10 (1963), S. 308 ff.
- Die winterliche Hochdrucklage und ihre Auswirkung auf den Menschen, Deutscher Wetterdienst, Offenbach 1963, DNB 362692513.
- Zur Bioklimatologie des Harzes. Goslar 1969, DNB 750891300.